# Mary Ellen Best
Mary Ellen Best (1809–1891) foi uma pintora inglesa. Mais ativa na década de 1830, ela geralmente trabalhava com aquarela, comumente pintando cenas da vida doméstica.

## Biografia
Best nasceu em York em 1809, filha do médico Charles Best (associado ao Bootham Park Hospital de 1804 a 1815)[2] e sua esposa, Mary Norcliffe Dalton. Best cresceu na Little Blake Street, perto da Catedral de York. Aos seis anos (1815), a família de Best mudou-se para Nice, na França, por três anos, onde o pai de Mary Ellen Best morreu em 1817; a família retornou à Inglaterra em 1818. O pai de Mary Ellen deixou £ 1.000 para ela e sua irmã, a serem herdadas aos 21 anos. Best frequentou um internato na adolescência, período em que recebeu aulas de um professor de arte bem qualificado, George Haugh. Como muitas mulheres de classe média, ela foi educada em pintura e desenho para o prazer de lazer e para atrair um marido adequado. No entanto, ela alcançou um nível de sucesso acima do de um amador e decidiu continuar suas atividades artísticas.